# Freimanner Heide

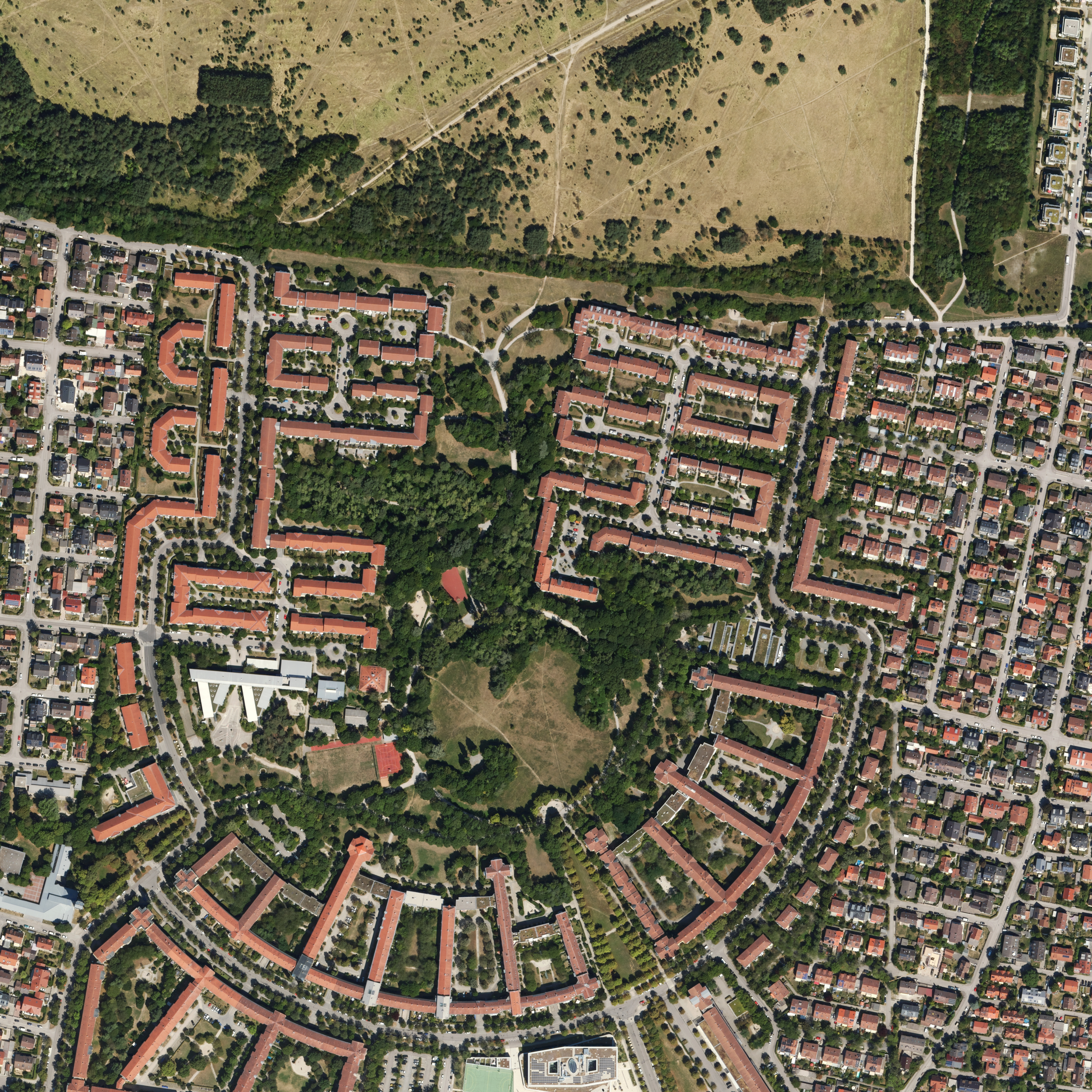
Luftbild (2020er Jahre)

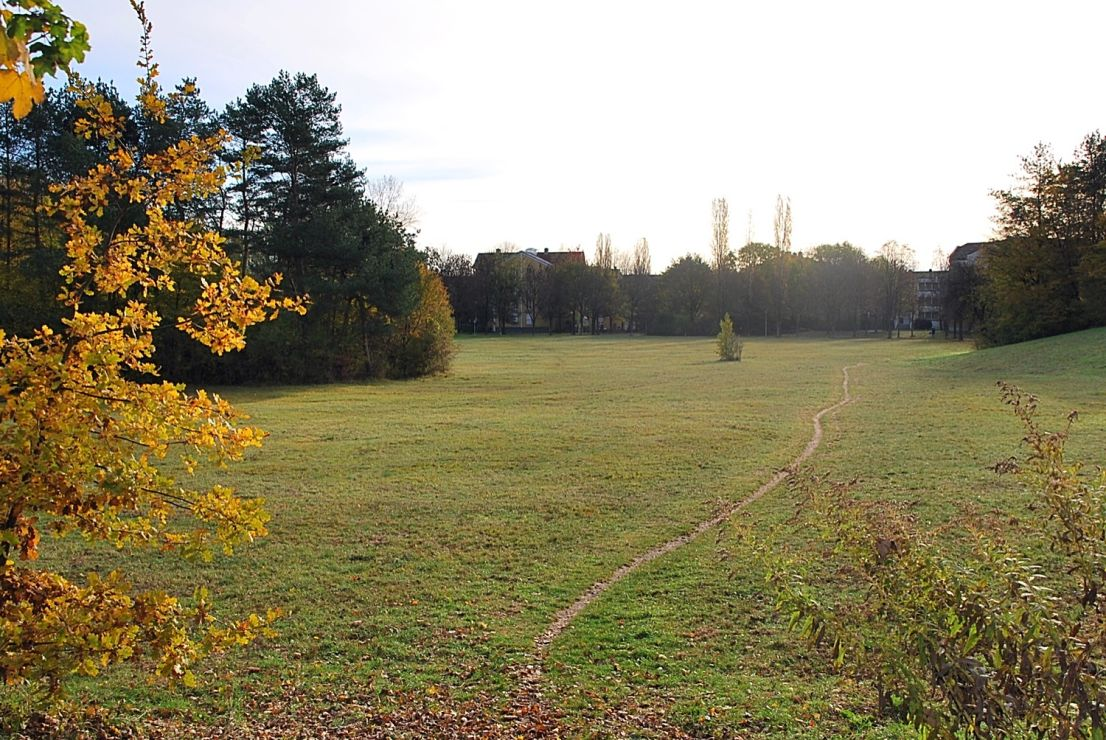
Freimanner Heide (2019)

Die Freimanner Heide (auch: Carl-Orff-Bogen-Park) ist eine Parkanlage und Stadtviertel im Münchner Stadtteil Freimann.
Sie liegt zwischen der Siedlungsanlage Carl-Orff-Bogen/Kieferngarten und geht im Norden in die Südliche Fröttmaninger Heide über.

## Flora und Fauna
In der mittlerweile teilüberbauten Ruderalvegetation wurden 1996 noch folgende Flora und Fauna erfasst: u. a. der Hornklee, Rispen-Flockenblume, Graukresse, Weidenröschen, Weißer Steinklee, Rainfarn, Kanadische Goldrute sowie u. a. der Distelfalter, der Hauhechel-Bläuling, das Große Ochsenauge, die Blauflügelige Ödlandschrecke und der Braune Grashüpfer.